# 德米特里·阿列克萨宁
德米特里·谢尔盖耶维奇·阿列克萨宁（俄語：Дмитрий Сергеевич Алексанин，1991年12月18日—）生于阿拉木图，是一名哈萨克斯坦男子击剑运动员。他在2002年时在父母的推荐下开始练习击剑。
2018年亚洲运动会，阿列克萨宁在男子个人重剑项目中获得金牌，成为历史上首位获得亚洲运动会击剑个人项目冠军的哈萨克斯坦选手。赛后他称自己要将这枚金牌献给2018年7月遇刺的花样滑冰选手丹尼斯·丁。